# Теймураз Нішніанідзе
Теймураз Нішніанідзе (нар. 1979, Кутаїсі) — грузинський дипломат, генеральний консул Грузії в Донецьку (2008—2011), генеральний консул Грузії в Одесі (2011—2013).

## Біографія
Народився у 1979 році в Кутаїсі. Закінчив юридичний факультет Кутаїського державного університету імені А. Церетелі.
Служив у Національній академії МВС Грузії, після чого закінчив Національну академію МВС України і ад'юнктуру Національного університету внутрішніх справ України.
З 2007 року на дипломатичній роботі в Києві, на різних посадах: від аташе центрального апарату до Генерального Консула Посольства Грузії в Донецьку й Одесі.
З 2011 по 2013 рр. — Генеральний консул Грузії в Одесі.
З 2015 року позаштатний радник губернатора Одеси Михайла Саакашвілі, очолив Благодійний фонд «На благо Одеси» в кінці серпня 2015 року.
Має дипломатичний ранг Надзвичайного і Повноважного Радника-Посланника.

## Громадська позиція
У червні 2018 року записав відеозвернення на підтримку ув'язненого у Росії українського режисера Олега Сенцова.